# Теютина, Лидия Ивановна
Ли́дия Ива́новна Тею́тина (1 октября 1945, Уэлен, Магаданская область, Чукотский автономный округ — 2012, Уэлен) — художник-гравёр, представитель чукотской художественной династии (Аромке — В. Эмкуль — Л. Теютина). Заслуженный художник РСФСР (1989).

## Биография
Родилась в 1945 году в посёлке Уэлен в семье охотника на морского зверя и резчика Ивана Теютина и гравёра Веры Эмкуль. Внучка костореза Аромке.
Окончила 8 классов уэленской поселковой школы.
Первые уроки косторезного искусства получила от матери. С пятого класса посещала косторезный кружок, училась у Ивана Сейгутегина. В 1964 году пришла в Уэленскую косторезную мастерскую, училась у мастера-гравёра Галины Тынатваль.
В 1964—2002 годах работала в Уэленской косторезной мастерской, затем преподавала в уэленской школе.
Принимала участие в окружных, областных и республиканских выставках: «Советская Россия» (Москва, 1975), «По родной стране» (Москва, 1976), «Чукотско-эскимосская резьба и гравюра по кости» (Москва, 1977), «Советский Дальний Восток» (Владивосток, 1974; Чита, 1980) и выставках произведений народного искусства за рубежом.
Член Союза художников СССР. Заслуженный художник РСФСР.
Умерла в 2012 году в Уэлене.

## Творчество
Для Л. Теютиной характерен твёрдо очерченный контур, выразительный, монументальный рисунок. Эти черты унаследованы художницей от матери, В. Эмкуль. …Цвет тоже играет важную роль в композициях Л. Теютиной. Она умеет, тонко сочетая голубые, охристые, коричневые тона, выделить передний план, передать бесконечность чукотской тундры, колористическое многообразие заснеженных просторов.

### Ранние годы и зрелость
Занимаясь резьбой по кости с отрочества и рано определившись с выбором профессии, Лидия Теютина месяц была в Уэленской косторезной мастерской в качестве ученицы, затем стала профессиональным гравёром. В середине 1970-х годов историк искусства Чукотки Т. Б Митлянская говорит о ней как о «сложившемся интересном мастере».
Ранние и зрелые работы Теютиной представляют сюжетные композиции на моржовых клыках, выполненные методом цветной гравировки. Сюжетами гравюр служили чукотские народные сказки и жизнь современной художнице Чукотки, персонажами были герои чукотского и эскимосского фольклора, охотники и оленеводы, дети, полярные животные.
Согласно автопризнанию, «большую и сложную композицию» художница представляла себе «сразу, целиком», рисунок начинал наноситься ею с широкой части клыка, постепенно заполняя всю поверхность.
По оценке Т. Б. Митлянской, Теютина «унаследовала от матери энергичный, крупный рисунок, мастерство композиции, умение ритмично и красиво расположить изображение по всей протяжённости моржового клыка».
Характерными особенностями работ гравёра искусствоведы называют «оригинальность композиции», «твёрдо очерченный контур», «крупный, экспрессивный рисунок», отмечается также важная роль цвета в гравюрах.

### Поздние годы
В последние годы жизни художница обратилась к образам антропоморфных «мухоморовидных» существ, связанным с культом галлюциногенных грибов («В стойбище мухомора», «В стойбище мухоморов»). Эти гравюры Теютиной послужили основанием для возникновения у историков искусства Чукотки «рабочей гипотезы о существовании в духовной культуре чукчей и, вероятно, эскимосов неких устойчивых „архетипов“, связанных с представлениями о „людях-мухоморах“».
Отмечая отсутствие стилистической общности созданных Л. Теютиной «„мухоморных“ образов» с древними Пегтымельскими петроглифами, исследователи Е. П. Батьянова и М. М. Бронштейн указывают на совпадение «ряда ключевых компонентов в обеих группах изображений». При этом исследователями не исключается возможность влияния на художницу посвящённых петроглифам Пегтымеля публикаций и возникновение «„мухоморных“ образов» как дани «моде на „искусство для туристов“».

## Наследие
Работы Лидии Теютиной находятся в Государственном музее Востока, Всероссийском музее декоративно-прикладного и народного искусства (Москва), Магаданском областном краеведческом музее, музейном центре «Наследие Чукотки» (Анадырь), Дирекции выставок Художественного фонда Российской Федерации, Галерее арктического искусства (англ. Cherny Innuit Collection, Берн), музее Уэленской косторезной мастерской и других.